# Artazostre
Artazostre ou Artozostre (em persa antigo: *Artazauštrī) foi uma princesa aquemênida, filha do rei Dario, o Grande (522-486 a.C.) com Artístone, filha de Ciro, o Grande.
De acordo com o historiador grego Heródoto, Artazostre foi dada em casamento a Mardônio, filho de Gobrias, pouco antes dele assumir o comando do exército persa na Trácia e Macedônia em 493 ou 492 a.C.
Uma tabuinha cuneiforme encontrada em Persépolis afirma que Mardônio era casado com uma mulher chamada Ardušnamuya, possivelmente Artazostre. Este texto foi escrito em março de 495 a.C.